# Stropkant
Stropkant is een kloskant die beschouwd wordt als de eenvoudigste en de goedkoopste kantsoort.
Deze kantsoort is ontstaan op het einde van de 17e eeuw in de omgeving van Parijs uit de bedelaars- of geuzenkant. Torchon is het Franse woord voor 'vaatdoek' of 'poetslap'. Oorspronkelijk was er dus weinig waardering voor dit soort kant. Dit komt door het gebruik van een grove draad en een meetkundig ontwerp, in plaats van sierlijke bloemen. Stropkant wordt hoofdzakelijk met linnengaren geklost, er wordt zelden een sierdraad gebruikt. De motieven zijn geometrisch en de draden lopen doorheen het hele werk door. Er wordt steeds gewerkt op een rooster bestaande uit lijnen die een hoek van 45° maken met de verticale as, en elkaar met een rechte hoek snijden. Zo ontstaan brede en ingewikkelde patronen. Motieven die typisch zijn voor de stropkant zijn onder meer de waaier, het koekje, het bekje en de palm. Als versiering zijn er verschillende soorten spinnen, tralies of gronden en kunstslagen mogelijk.
Stropkant is bijna altijd meterkant. Dit wil zeggen dat ze aan de strekkende meter gemaakt wordt, waarbij de motieven telkens worden herhaald. Meterkant kan dienen voor het afboorden van een stof of tussen twee stukken stof worden ingezet. Het is ook mogelijk om figuren te maken uit stropkant.
Een kantkloscursus wordt gewoonlijk met de stropkant gestart omdat via deze soort alle aan te leren slagen frequent geoefend worden. De eerste werkstukjes zijn heel eenvoudig, bestaande uit één soort slag, maar bij ieder stukje komt er een moeilijkheid bij. Op die manier kan stilaan naar ingewikkeldere patronen gewerkt worden. Bovendien zijn de patronen van de stropkant erg flexibel waardoor ze gecombineerd kunnen worden met patronen van andere kantsoorten.

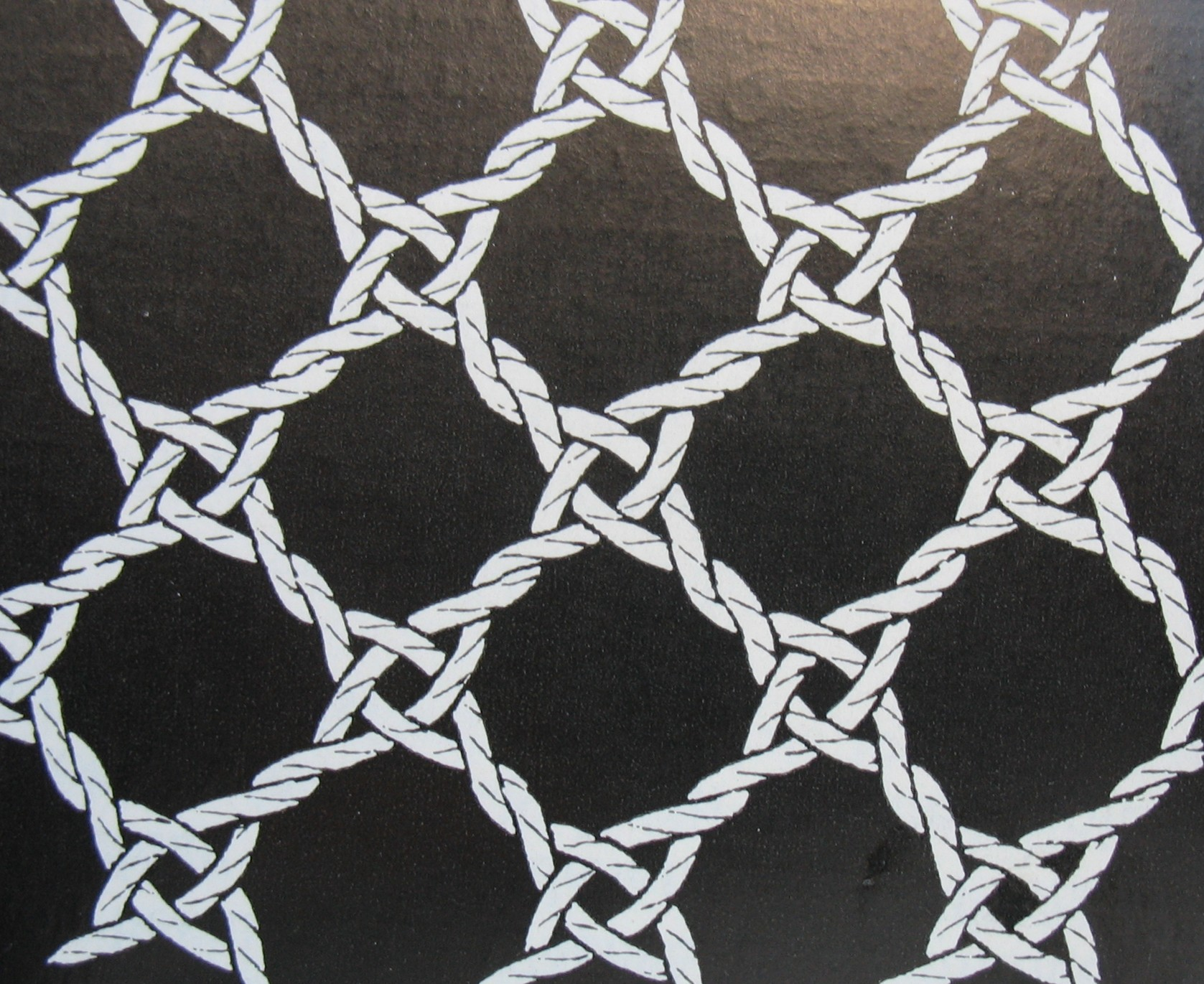
basis grond
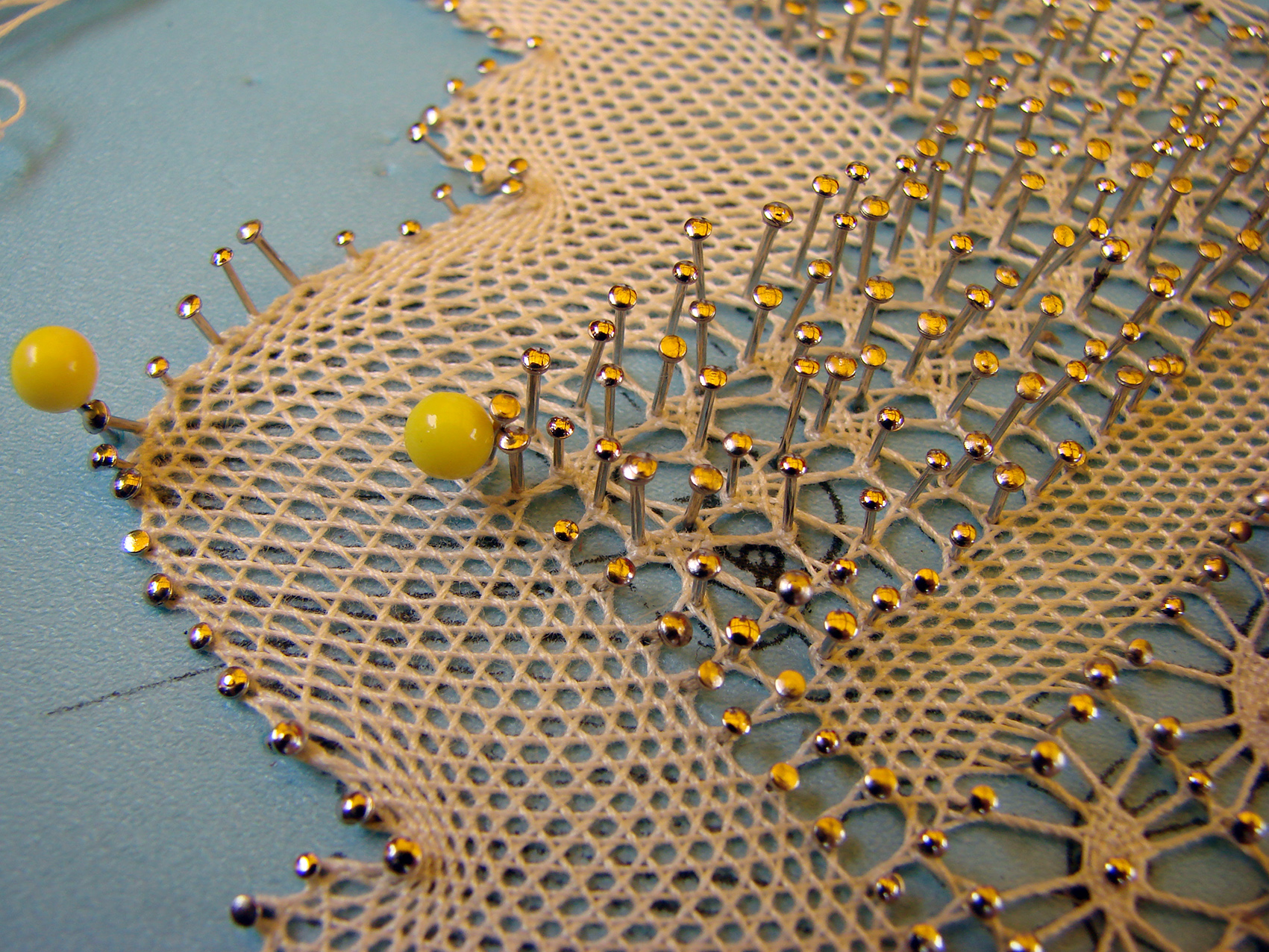
met de spelden nog in het werk
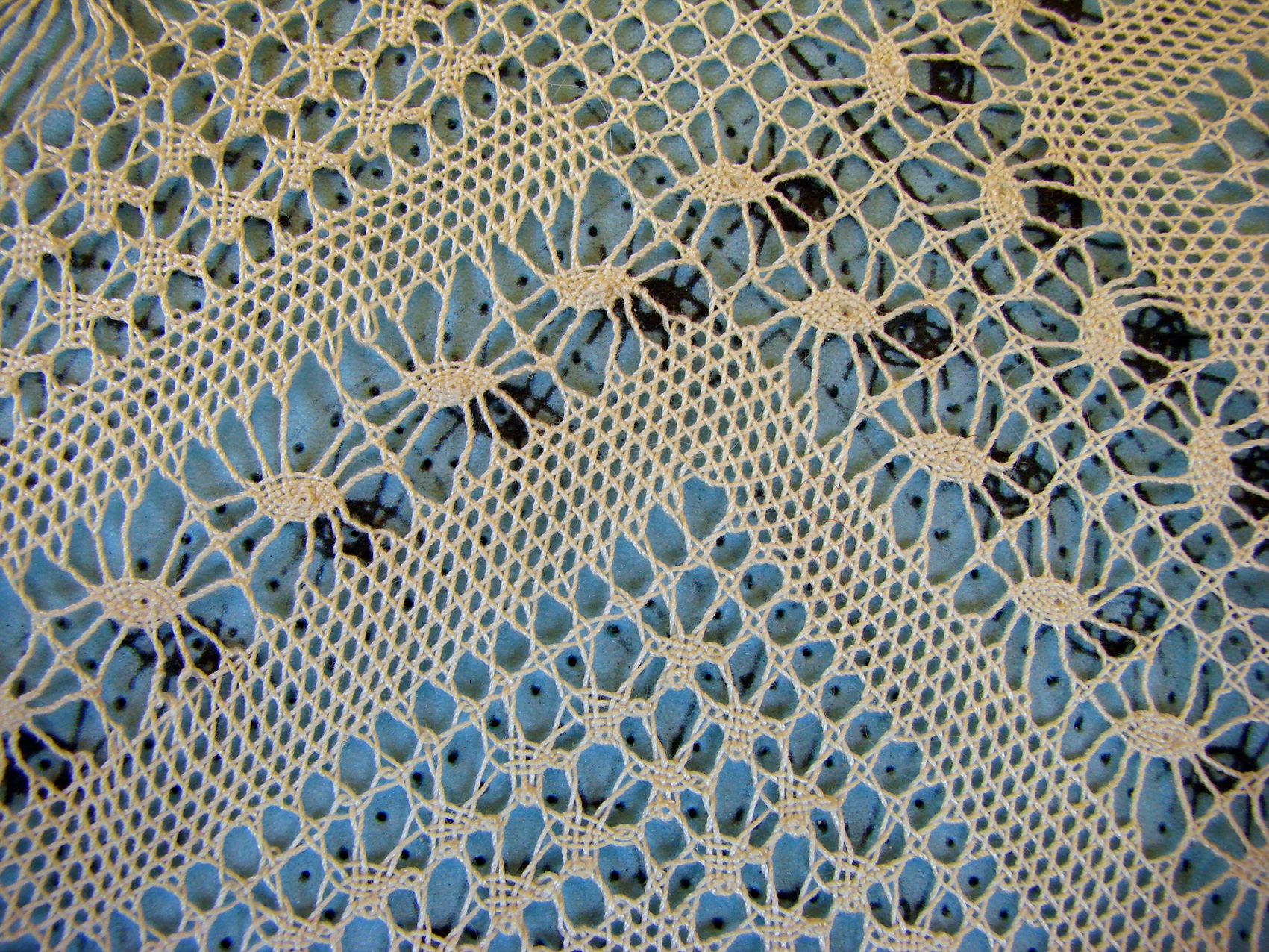
netslagmotieven, spinnen en een asymmetrische grond
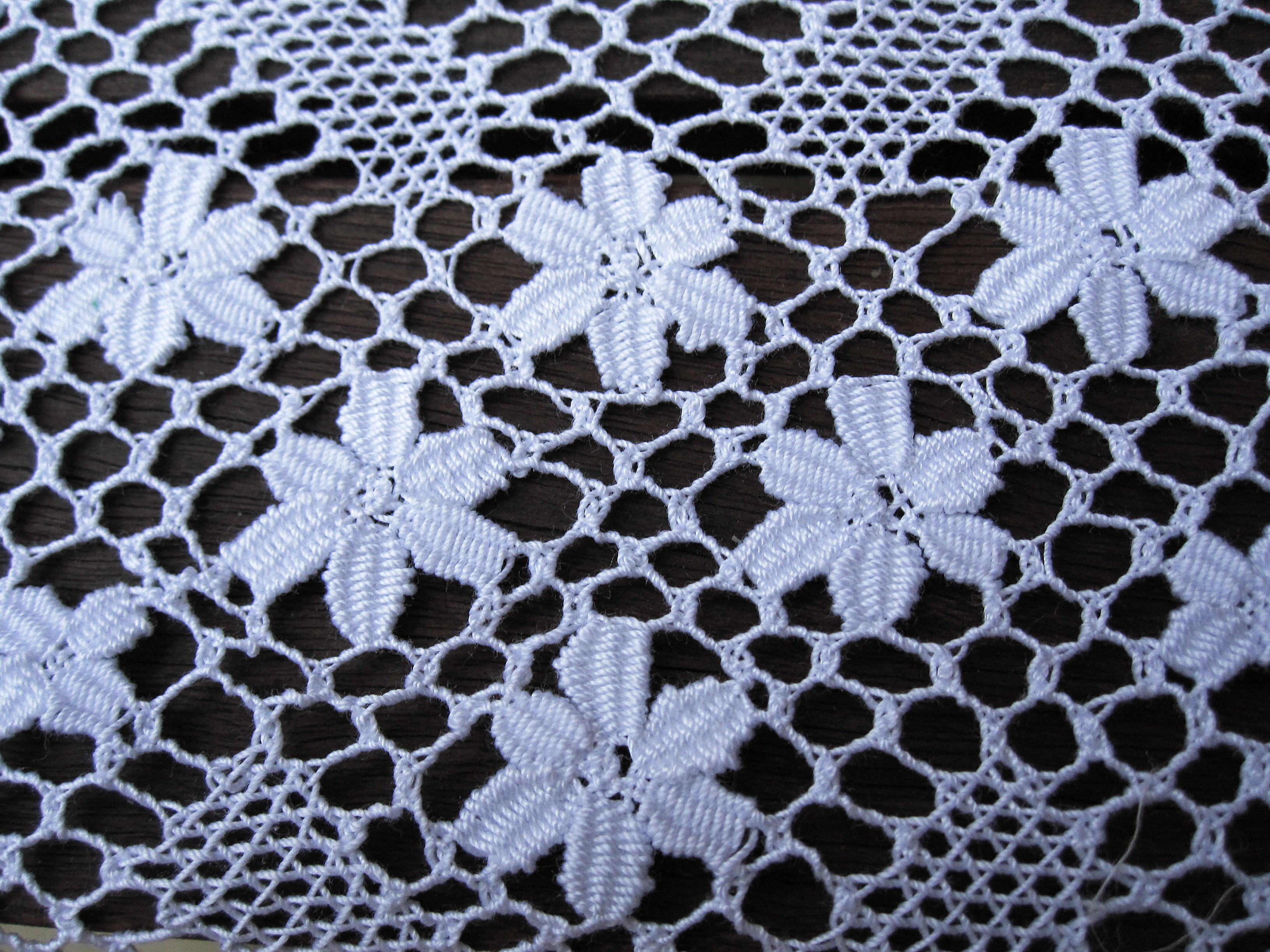
met kunstslagen
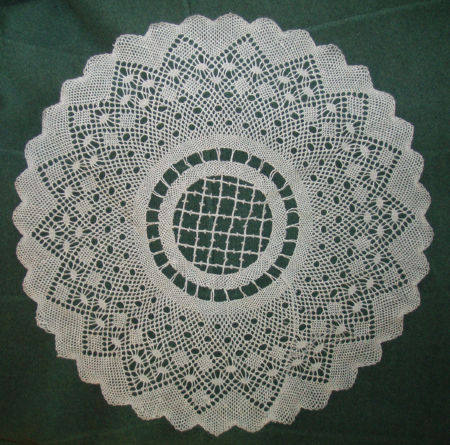
netslagmotieven en spinnen
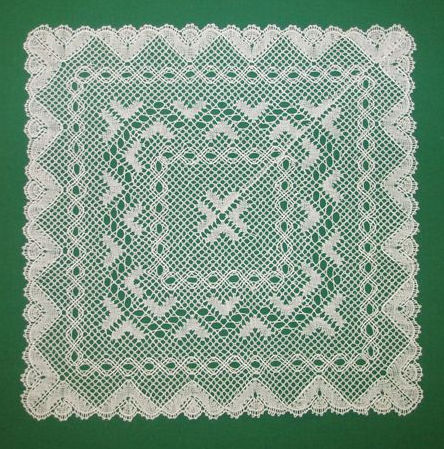
linnenslagmotieven en dikke draden
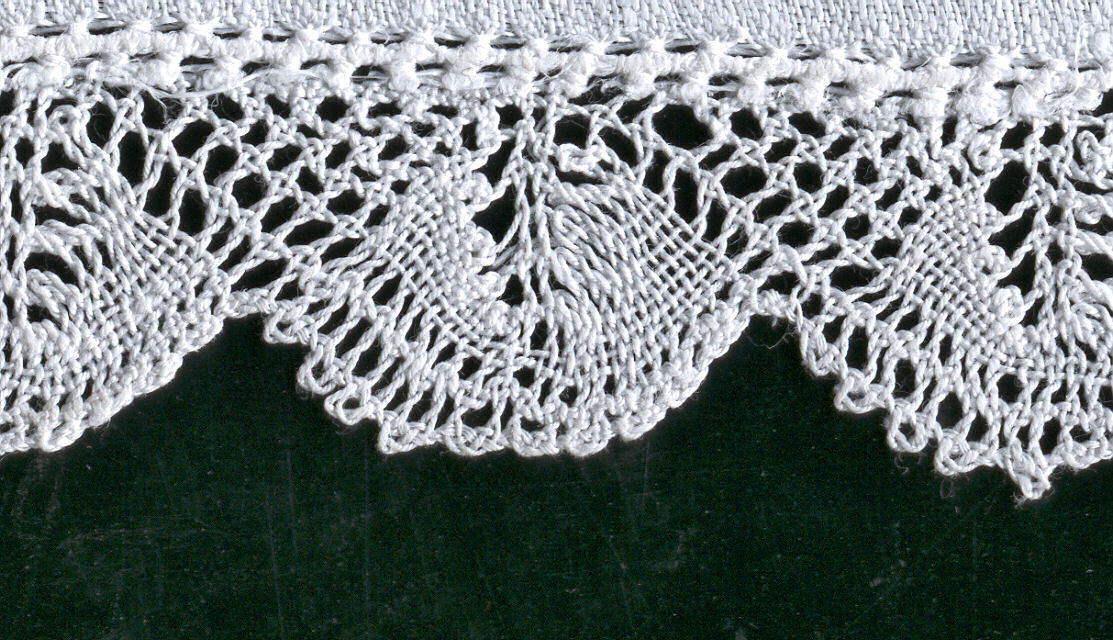
waaiers